# Leucotmemis hemileuca
Leucotmemis hemileuca là một loài bướm đêm thuộc phân họ Arctiinae, họ Erebidae.